# Abraham de Moivre
Abraham de Moivre (Vitry-le-François, Champagne, Francuska, 26. svibnja 1667. – London, Engleska, 27. studenog 1754.) bio je francuski matematičar poznat po formuli koja povezuje kompleksne brojeve i trigonometriju te po svojem radu na području normalne distribucije i teorije vjerojatnosti. Izabran je za nosioca titule “Fellow of the Royal Society” 1697. godine i bio suvremenik te prijatelj s Isaacom Newtonom, Edmondom Halleyjem i matematičarem Jamesom Stirlingom.

## Životopis

### Mladost
Abraham de Moivre rođen je u mjestu Vitry, Champagne 26. svibnja 1667. godine. Njegov otac Daniel de Moivre bio je kirurg i, premda pripadnik srednje klase, vjerovao je u sve vrijednosti naobrazbe. Iako su mu roditelji bili protestanti, najprije je pohađao katoličku školu Kršćanske braće u Vitryju. Kada je navršio 11 godina, njegovi roditelji poslali su ga u Protestantsku akademiju u Sedanu gdje je proveo četiri godine studirajući grčki jezik. Protestantska akademija je, međutim, prisilom zatvorena 1682. godine i de Moivre se upisao na studij logike u Saumaru koji je pohađao dvije godine. Premda matematika nije bila predmetom studija, de Moivre je samostalno pročitao nekoliko matematičkih radova uključivši i “Elements de mathematiques” koje je napisao otac Prestet te raspravu o igrama ovisnima o vjerojatnosti “De Ratiociniis in Ludo Aleae” Christiaana Huygensa. Na studij fizike u Pariz kreće 1684. godine gdje po prvi puta dobiva formalno matematičko obrazovanje kroz privatnu poduku kod Jacquesa Ozanama.
Zbog pojačanih vjerskih progona, de Moivre odlazi u školu Prieure de Saint-Martin gdje su djeca protestanata bila slana od strane vlasti u namjeri preobraćenja na katoličanstvo. Premda je prema arhivima škole de Moivre napustio školu 1688. godine, de Moivre i njegov brat već godinu dana ranije predstavili su se kao progonjeni hugenoti u Londonu.

### Zrelo doba
U vrijeme kada je stigao u London, de Moivre je već bio sposoban matematičar s dobrim poznavanjem brojnih standardnih matematičkih zapisa. Da bi preživio, de Moivre podučavao je matematiku u kućama učenika i kavanama širom Londona. De Moivre nastavlja studij matematike nakon što je vidio Newtonovu novoizdanu “Philosophiæ Naturalis Principia Mathematica”. Nakon što je pregledao knjigu, de Moivre je odmah shvatio da su sadržaji knjige daleko dublji od onih koje je do tada studirao pa je odlučio knjigu pročitati i shvatiti je u cijelosti. Kako je podučavao i na međusobno udaljenijim lokacijama, de Moivre je imao malo vremena za proučavanje knjige te je često trgao stranice iz knjige i čitao ih između dviju lekcija. Uskoro je de Moivre toliko dobro poznavao materiju iznesenu u knjizi da mu je i sam Newton upućivao zainteresirane za neko objašnjenje.
Do 1692. godine de Moivre sprijateljio se s Edmondom Halleyjem te uskoro i sa samim Isaacom Newtonom. Halley prosljeđuje 1695. godine de Moivreov prvi matematički rad Kraljevskom društvu koji je objavljen iste godine. Uskoro de Moivre poopćuje poznati Newtonov binomni teorem u multinomni teorem te postaje članom Kraljevskog društva.
Nekon primitka u članstvo, Halley ga ohrabruje da svoju pažnju usmjeri prema astronomiji. De Moivre je 1705. godine intuitivno otkrio formulu za centripetalnu silu kod eliptične putanje planeta koju je kasnije dokazao Johann Bernoulli 1710. godine.
Unatoč tim uspjesima, de Moivre nije dobio mjesto na katedri za matematiku na sveučilištu koje bi mu omogućilo financijsku samostalnost. 1712. godine imenovan je u komisiju sazvanu od strane Kraljevskog duštva, a u kojoj su bili i M. M. Arbuthnot, Hill, Halley, Jones, Machin, Burnet, Roberts, Bonet, Aston i Taylor da se pomogne riješiti spor između Newtona i Leibniza vezan uz otkriće diferencijalnog i integralnog računa.

### Kasnije godine
De Moivre je nastavio proučavati područje vjerojatnosti i matematiku sve do svoje smrti 1754. godine i izvjestan broj dodatnih radova objavljen je tek nakon njegove smrti.
Najozbiljnije se vjeruje da je točno predvidio dan svoje smrti. Utvrdivši da svaki dan spava 15 munuta duže, de Moivre je pretpostavio da će umrijeti onog dana kada će spavati cijelih 24 sata na dan. Jednostavnim računom došao je do nadnevka od 27. studenog 1754. godine i zaista je umro na taj dan.

## Vjerojatnost
De Moivre je u svojim istraživanjima kročio novim putevima u matematici razvijajući analitičku geometriju i teoriju vjerojatnosti te razvijajući radove svojih prethodnika, a naročito Christiaana Huygesa i nekoliko članova poznate matematičke obitelji Bernoulli.
Napisao je knjigu o teoriji vjerojatnosti, "The Doctrine of Chances: a method of calculating the probabilities of events in play" koja je izdana u četiri izdanja. U zadnjem izdanju de Moivre ustanovljuje formulu u svezi krivulje normalne distribucije, a u stvarnom životu primjenjuje svoje teorije na različite kockarske igre.
Izraz često sretan u teoriji vjerojatnosti jest n!, no u to vrijeme izračunavanje n! za velike n bio je dugotrajan postupak. De Moivre 1733. godine predlaže formulu za približan iznos kao
n! = cnn+1/2e−n. 
gdje je kasnije James Stirling našao da je c ustvari √(2π).

## De Moivreova formula
De Moivre je 1707. godine izveo:
{\displaystyle \cos x={\frac {1}{2}}(\cos(nx)+i\sin(nx))^{1/n}+{\frac {1}{2}}(\cos(nx)-i\sin(nx))^{1/n}}
što je mogao dokazati za sve cjelobrojne  n. Nešto kasnije, 1722. godine, predložio je drugi oblik identiteta, sada poznatog pod nazivom De Moivreova formula:
{\displaystyle (\cos x+i\sin x)^{n}=\cos(nx)+i\sin(nx).\,}
Euler 1749. godine pokazao je da formula vrijedi za svaki realni broj n koristeći Eulerovu formulu i dokazujući to na jednostavan te izravan način. Formula je važna jer povezuje kompleksne brojeve i trigonometrijske funkcije te omogućuje izvod za cos(nx) i sin(nx) izraženih s cos(x) i sin(x).